# La Boissière (Hérault)
Ne doit pas être confondu avec La Boisserie.
Pour les articles homonymes, voir La Boissière.
La Boissière [la bwɑ.sjɛ.ʁə] (en occitan La Boissièira [la bwɑ.'siɛjro̞]) est une commune française située dans l'est du département de l'Hérault, en région Occitanie.
Exposée à un climat méditerranéen, elle est drainée par le ruisseau du Coulazou, le ruisseau de Gassac et par deux autres cours d'eau. La commune possède un patrimoine naturel remarquable composé de deux zones naturelles d'intérêt écologique, faunistique et floristique.
La Boissière est une commune rurale qui compte 1 054 habitants en 2022, après avoir connu une forte hausse de la population depuis 1962. Elle fait partie de l'aire d'attraction de Montpellier. Ses habitants sont appelés les Boissiérois et Boissiéroises.

## Géographie

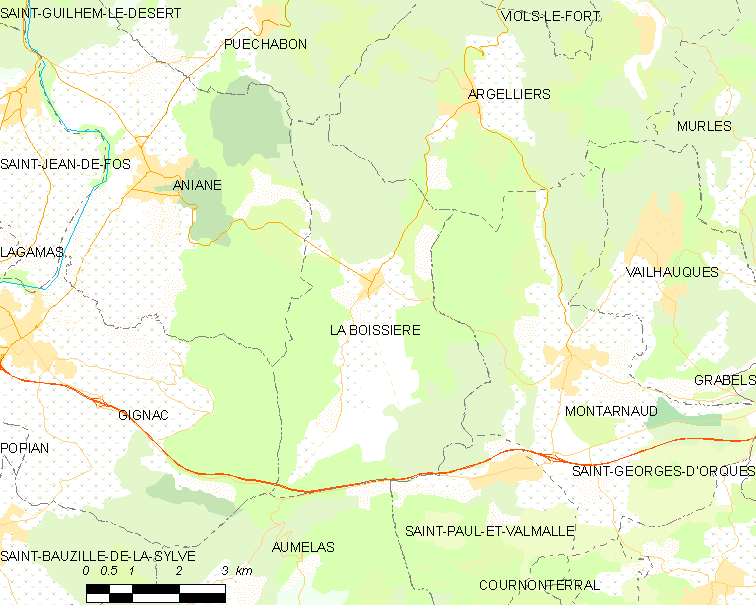
Carte.

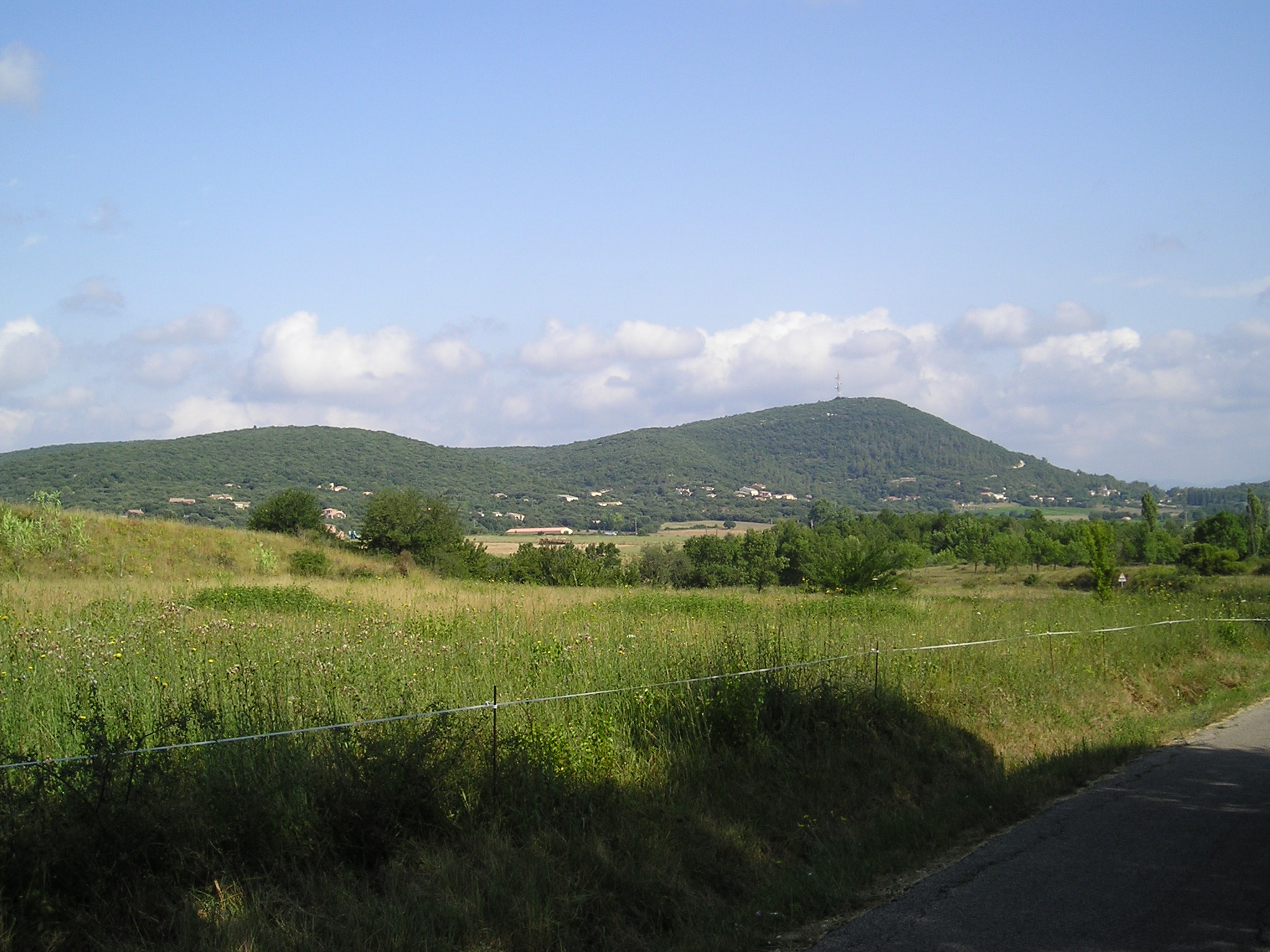
Le Puech Bartelié, point culminant de la commune, et la plaine centrale.

La commune de La Boissière se situe dans l'est du département de l'Hérault, dans les montagnes séparant le Montpelliérain de la vallée du fleuve Hérault. Le village se trouve à environ 17,5 kilomètres à l'ouest et à vol d'oiseau du centre historique de Montpellier et à cinq kilomètres à l'est d'Aniane, le chef-lieu du canton à proximité du fleuve.
Le territoire communal de 24,45 kilomètres carrés s'étend vers le nord depuis sa limite longeant la route nationale 109[réf. nécessaire], comprenant une vallée centrale entourée de trois massifs forestiers. Au nord et à l'est, ils culminent à plus de 260 mètres ; celui à l'ouest atteignant 367 mètres d'altitude au Puech Bartelié où est installée une tour de télécommunications. Dans la plaine centrale, où se trouvent la presque totalité des habitations et des cultures agricoles, coulent plusieurs ruisseaux rejoignant le Coulazou qui quitte la commune au sud-est pour se diriger vers la Mosson. Au nord-ouest, les résurgences et le ruisseau de Gassac s'orientent vers la vallée de l'Hérault que ce dernier rejoint entre Aniane et Gignac.
Dans la plaine, l'habitat s'est développé en bordure de forêt. Le village de La Boissière se situe au nord au croisement en étoile de cinq routes départementales menant, dans le sens des aiguilles d'une montre depuis le Nord, à Argelliers (route D 23E3), Montpellier par Montarnaud (D 111), Saint-Paul-et-Valmalle (D 27), Aumelas et la route RN 109 (D 27E4 et réseau local), et Aniane (D 27). Sur environ deux kilomètres au sud-ouest du village, le long de la route D 27E4, se trouvent plusieurs anciens mas et nouvelles habitations. Autour de deux autres mas, se sont développés des hameaux de villas à partir de la fin du XXe siècle : Mas d'Alhen au sud et Mas d'Agrès à l'est.

### Communes limitrophes
| Puéchabon | Argelliers   |                        |
| Aniane    | La Boissière | Montarnaud             |
| Gignac    | Aumelas      | Saint-Paul-et-Valmalle |

### Climat
Pour des articles plus généraux, voir Climat de l'Occitanie et Climat de l'Hérault.
En 2010, le climat de la commune est de type climat méditerranéen franc, selon une étude s'appuyant sur une série de données couvrant la période 1971-2000. En 2020, Météo-France publie une typologie des climats de la France métropolitaine dans laquelle la commune est exposée à un climat méditerranéen et est dans la région climatique  Provence, Languedoc-Roussillon, caractérisée par une pluviométrie faible en été, un très bon ensoleillement (2 600 h/an), un été chaud (21,5 °C), un air très sec en été, sec en toutes saisons, des vents forts (fréquence de 40 à 50 % de vents > 5 m/s) et peu de brouillards.
Pour la période 1971-2000, la température annuelle moyenne est de 13,8 °C, avec une amplitude thermique annuelle de 16,3 °C. Le cumul annuel moyen de précipitations est de 855 mm, avec 7,2 jours de précipitations en janvier et 2,7 jours en juillet. Pour la période 1991-2020, la température moyenne annuelle observée sur la station météorologique la plus proche, située sur la commune de Saint-André-de-Sangonis à 12 km à vol d'oiseau, est de 15,5 °C et le cumul annuel moyen de précipitations est de 652,4 mm,. Pour l'avenir, les paramètres climatiques de la commune estimés pour 2050 selon différents scénarios d'émission de gaz à effet de serre sont consultables sur un site dédié publié par Météo-France en novembre 2022.

### Milieux naturels et biodiversité
L’inventaire des zones naturelles d'intérêt écologique, faunistique et floristique (ZNIEFF) a pour objectif de réaliser une couverture des zones les plus intéressantes sur le plan écologique, essentiellement dans la perspective d’améliorer la connaissance du patrimoine naturel national et de fournir aux différents décideurs un outil d’aide à la prise en compte de l’environnement dans l’aménagement du territoire.
Une ZNIEFF de type 1 est recensée sur la commune :
la « combe de la Clapasse » (75 ha) et une ZNIEFF de type 2, : 
les « garrigues boisées du nord-ouest du Montpelliérais » (16 219 ha), couvrant 17 communes du département.

Carte des ZNIEFF de type 1 et 2 à La Boissière.
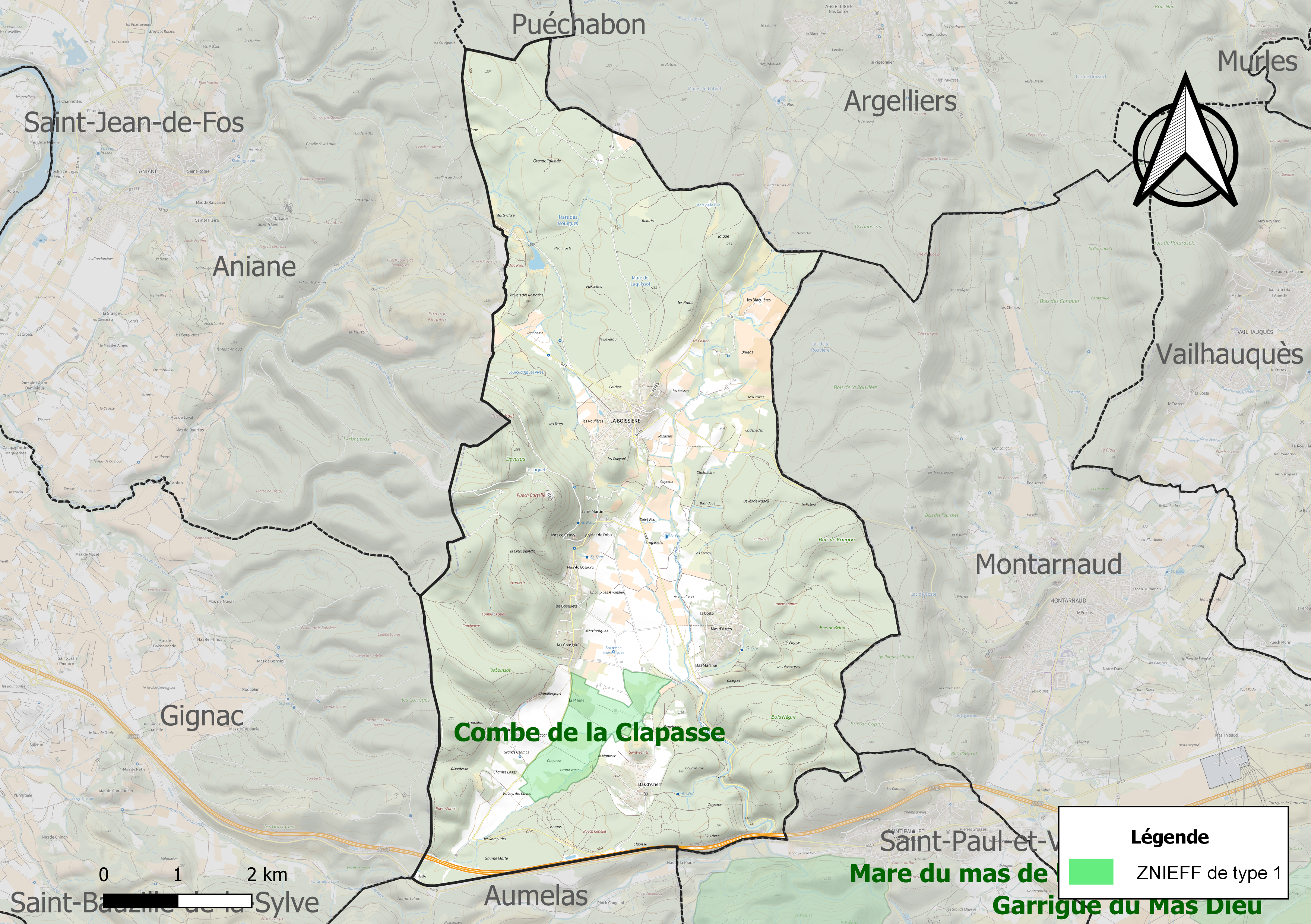
Carte de la ZNIEFF de type 1 sur la commune.
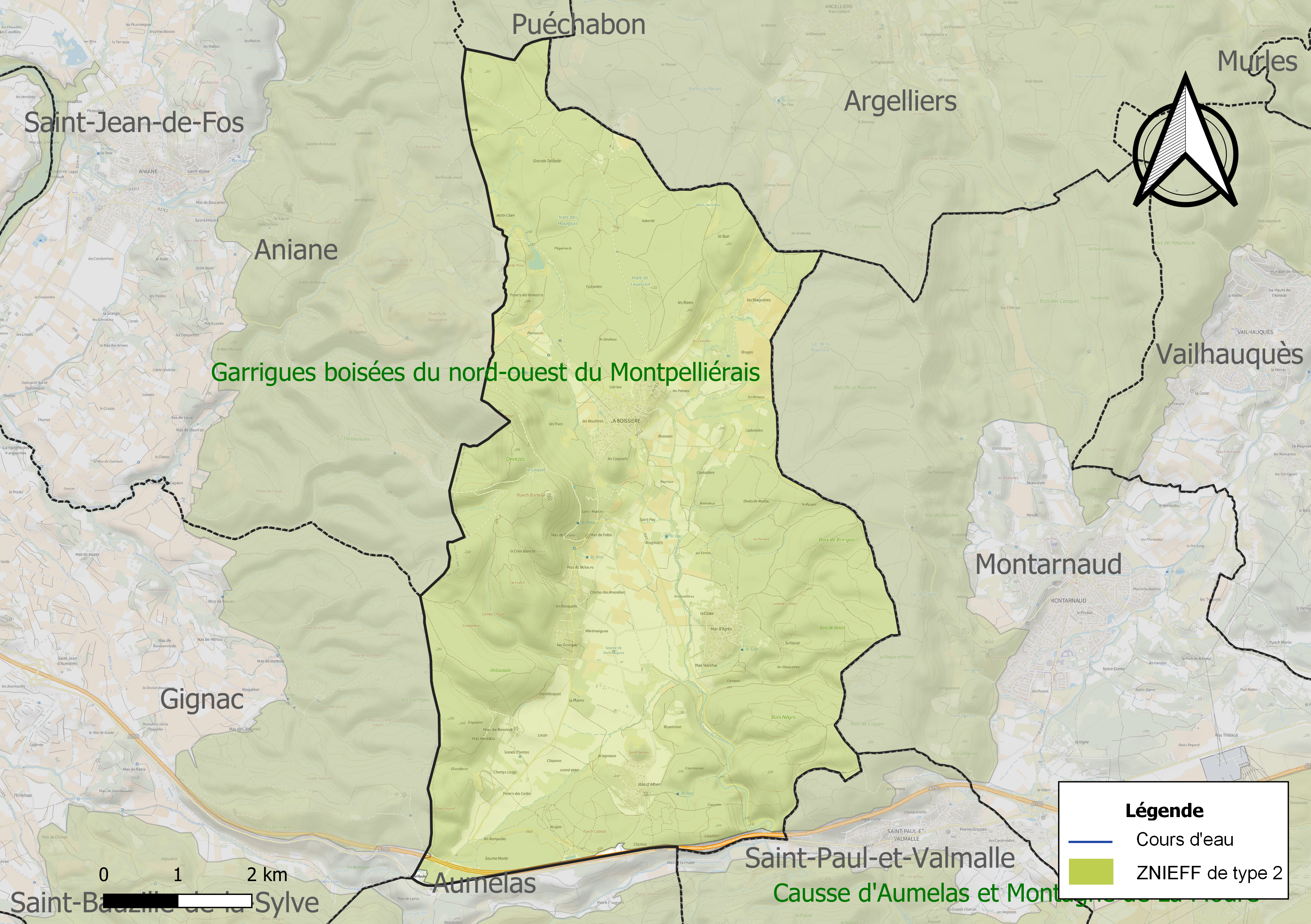
Carte de la ZNIEFF de type 2 sur la commune.

## Urbanisme

### Typologie
Au 1er janvier 2024, La Boissière est catégorisée commune rurale à habitat dispersé, selon la nouvelle grille communale de densité à sept niveaux définie par l'Insee en 2022.
Elle est située hors unité urbaine. Par ailleurs la commune fait partie de l'aire d'attraction de Montpellier, dont elle est une commune de la couronne,. Cette aire, qui regroupe 161 communes, est catégorisée dans les aires de 700 000 habitants ou plus (hors Paris),.

### Occupation des sols
L'occupation des sols de la commune, telle qu'elle ressort de la base de données européenne d’occupation biophysique des sols Corine Land Cover (CLC), est marquée par l'importance des forêts et milieux semi-naturels (68,2 % en 2018), en diminution par rapport à 1990 (69,1 %). La répartition détaillée en 2018 est la suivante : 
milieux à végétation arbustive et/ou herbacée (36,4 %), forêts (31,8 %), zones agricoles hétérogènes (13,1 %), cultures permanentes (11,5 %), zones urbanisées (3 %), terres arables (1,9 %), prairies (1,3 %), zones industrielles ou commerciales et réseaux de communication (1 %). L'évolution de l’occupation des sols de la commune et de ses infrastructures peut être observée sur les différentes représentations cartographiques du territoire : la carte de Cassini (XVIIIe siècle), la carte d'état-major (1820-1866) et les cartes ou photos aériennes de l'IGN pour la période actuelle (1950 à aujourd'hui).

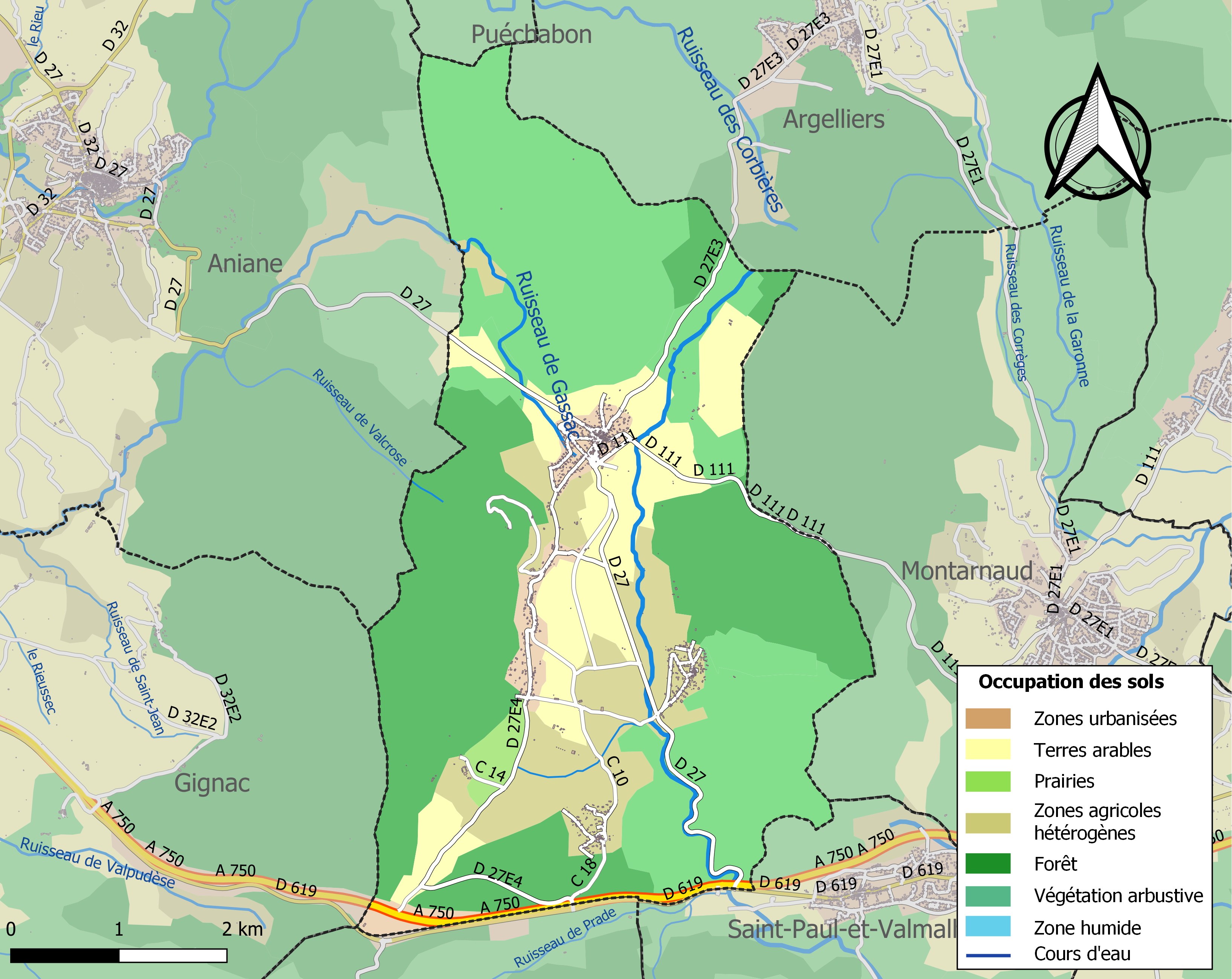
Carte des infrastructures et de l'occupation des sols de la commune en 2018 (CLC).

### Risques majeurs
Le territoire de la commune de La Boissière est vulnérable à différents aléas naturels : météorologiques (tempête, orage, neige, grand froid, canicule ou sécheresse), feux de forêts et séisme (sismicité faible). Il est également exposé à un risque technologique,  le transport de matières dangereuses, et à deux risques particuliers : le risque minier et. Un site publié par le BRGM permet d'évaluer simplement et rapidement les risques d'un bien localisé soit par son adresse soit par le numéro de sa parcelle.

#### Risques naturels
La Boissière est exposée au risque de feu de forêt. Un plan départemental de protection des forêts contre les incendies (PDPFCI) a été approuvé en juin 2013 et court jusqu'en 2022, où il doit être renouvelé. Les mesures individuelles de prévention contre les incendies sont précisées par deux arrêtés préfectoraux et s’appliquent dans les zones exposées aux incendies de forêt et à moins de 200 mètres de celles-ci. L’arrêté du 25 avril 2002 réglemente l'emploi du feu en interdisant notamment d’apporter du feu, de fumer et de jeter des mégots de cigarette dans les espaces sensibles et sur les voies qui les traversent sous peine de sanctions. L'arrêté du 11 mars 2013 rend le débroussaillement obligatoire, incombant au propriétaire ou ayant droit,.

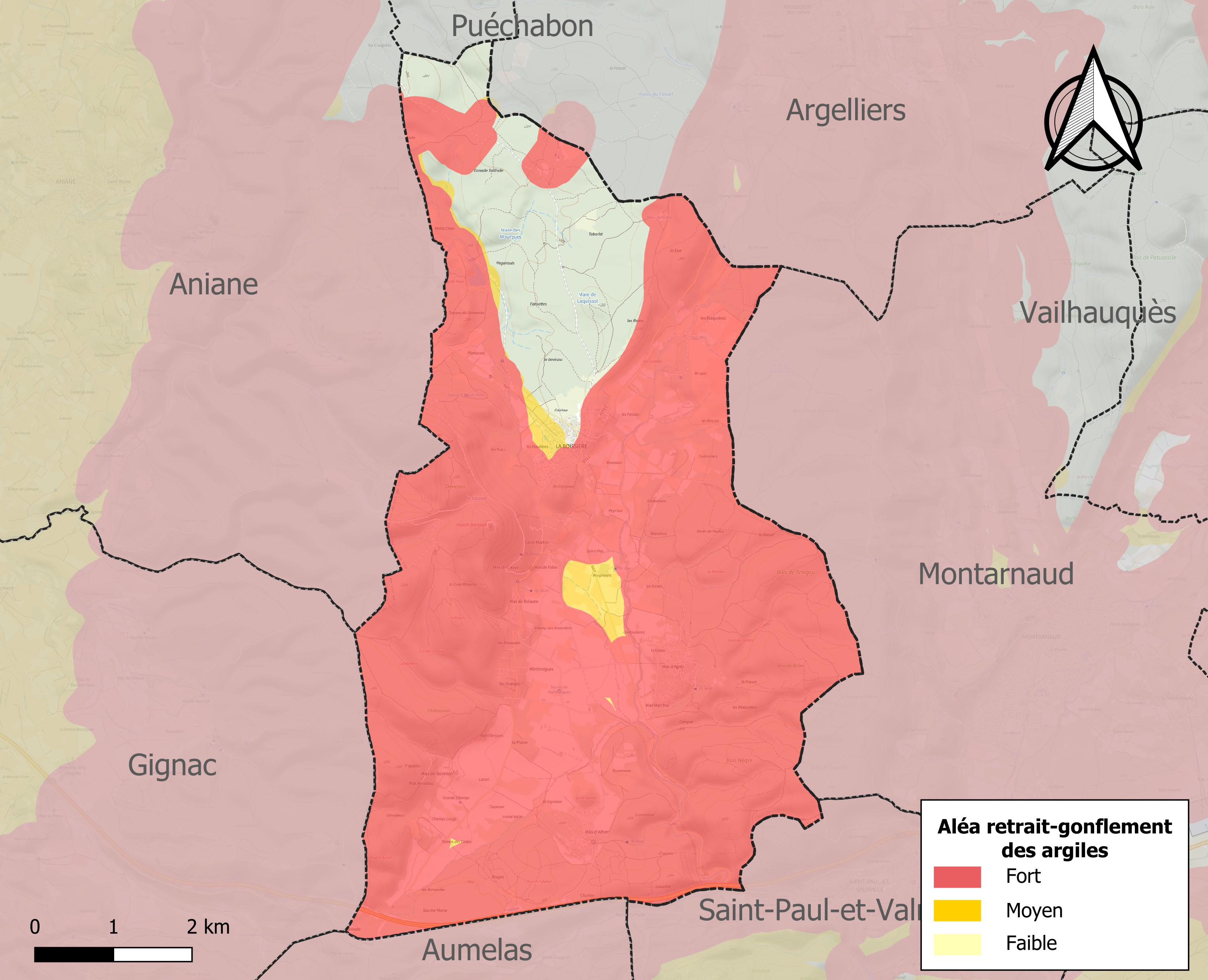
Carte des zones d'aléa retrait-gonflement des sols argileux de La Boissière.

Le retrait-gonflement des sols argileux est susceptible d'engendrer des dommages importants aux bâtiments en cas d’alternance de périodes de sécheresse et de pluie. 86,2 % de la superficie communale est en aléa moyen ou fort (59,3 % au niveau départemental et 48,5 % au niveau national). Sur les 452 bâtiments dénombrés sur la commune en 2019, 431 sont en aléa moyen ou fort, soit 95 %, à comparer aux 85 % au niveau départemental et 54 % au niveau national. Une cartographie de l'exposition du territoire national au retrait gonflement des sols argileux est disponible sur le site du BRGM,.
Par ailleurs, afin de mieux appréhender le risque d’affaissement de terrain, l'inventaire national des cavités souterraines permet de localiser celles situées sur la commune.
La commune a été reconnue en état de catastrophe naturelle au titre des dommages causés par les inondations et coulées de boue survenues en 1982, 1984, 1994, 2002, 2005, 2011, 2014 et 2016. 

#### Risques technologiques
Le risque de transport de matières dangereuses sur la commune est lié à sa traversée par des infrastructures routières ou ferroviaires importantes ou la présence d'une canalisation de transport d'hydrocarbures. Un accident se produisant sur de telles infrastructures est susceptible d’avoir des effets graves sur les biens, les personnes ou l'environnement, selon la nature du matériau transporté. Des dispositions d’urbanisme peuvent être préconisées en conséquence.

#### Risque particulier
L’étude Scanning de Géodéris réalisée en 2008 a établi pour le département de l’Hérault une identification rapide des zones de risques miniers liés à l’instabilité des terrains.  Elle a été complétée en 2015 par une étude approfondie sur les anciennes exploitations minières du bassin houiller de Graissessac et du district polymétallique de Villecelle. La commune est ainsi concernée par le risque minier, principalement lié à l’évolution des cavités souterraines laissées à l’abandon et sans entretien après l’exploitation des mines.

## Héraldique
| Blason de Boissière (La) | Blason  | De gueules à un saint Martin à cheval donnant la moitié de son manteau à un pauvre, le tout d'or. |
| Blason de Boissière (La) | Détails | Le statut officiel du blason reste à déterminer.                                                  |

## Histoire

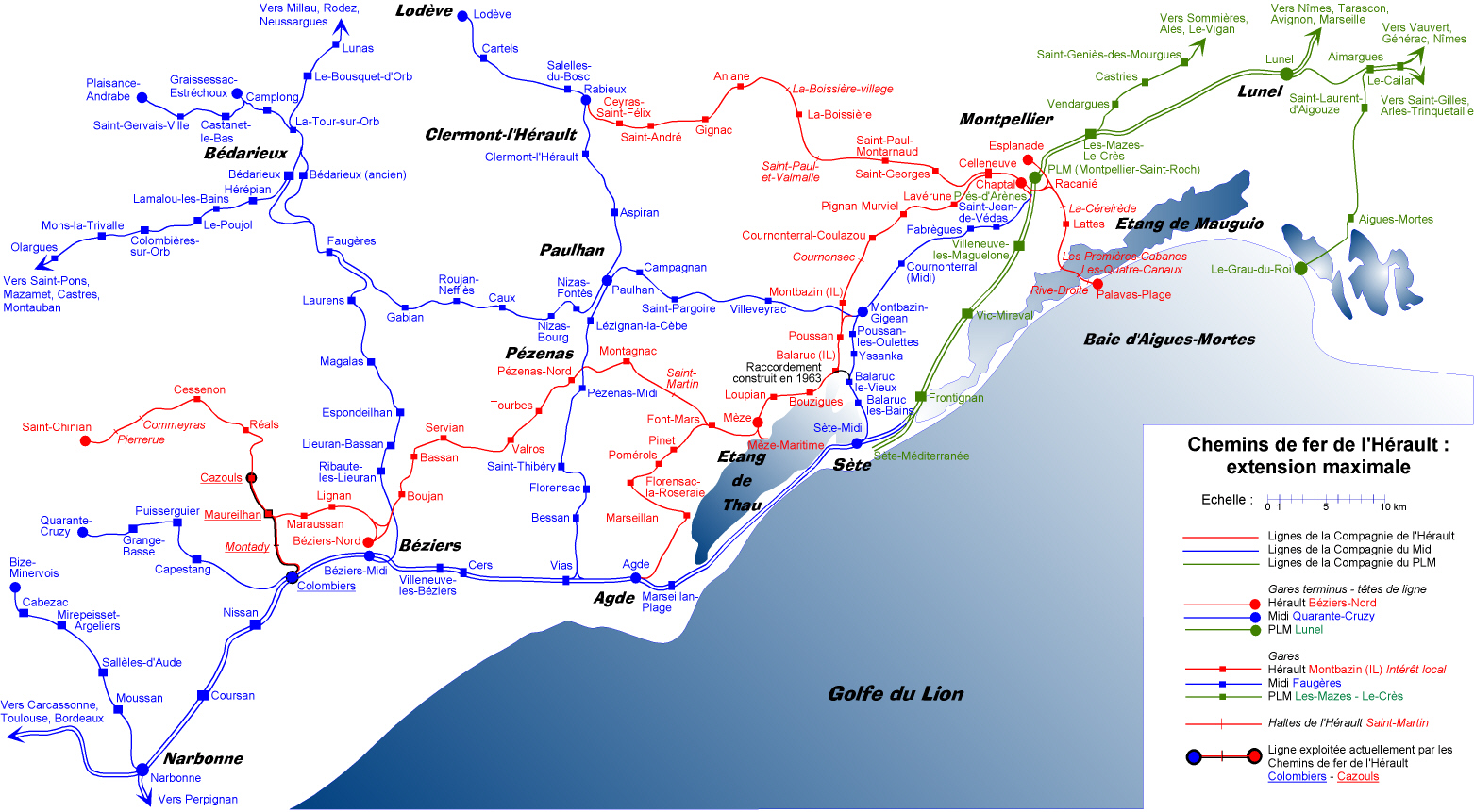
Pendant l'exploitation de la ligne d'intérêt local, la gare de La Boissière se situait dans la plaine, tandis que le village disposait d'une halte.

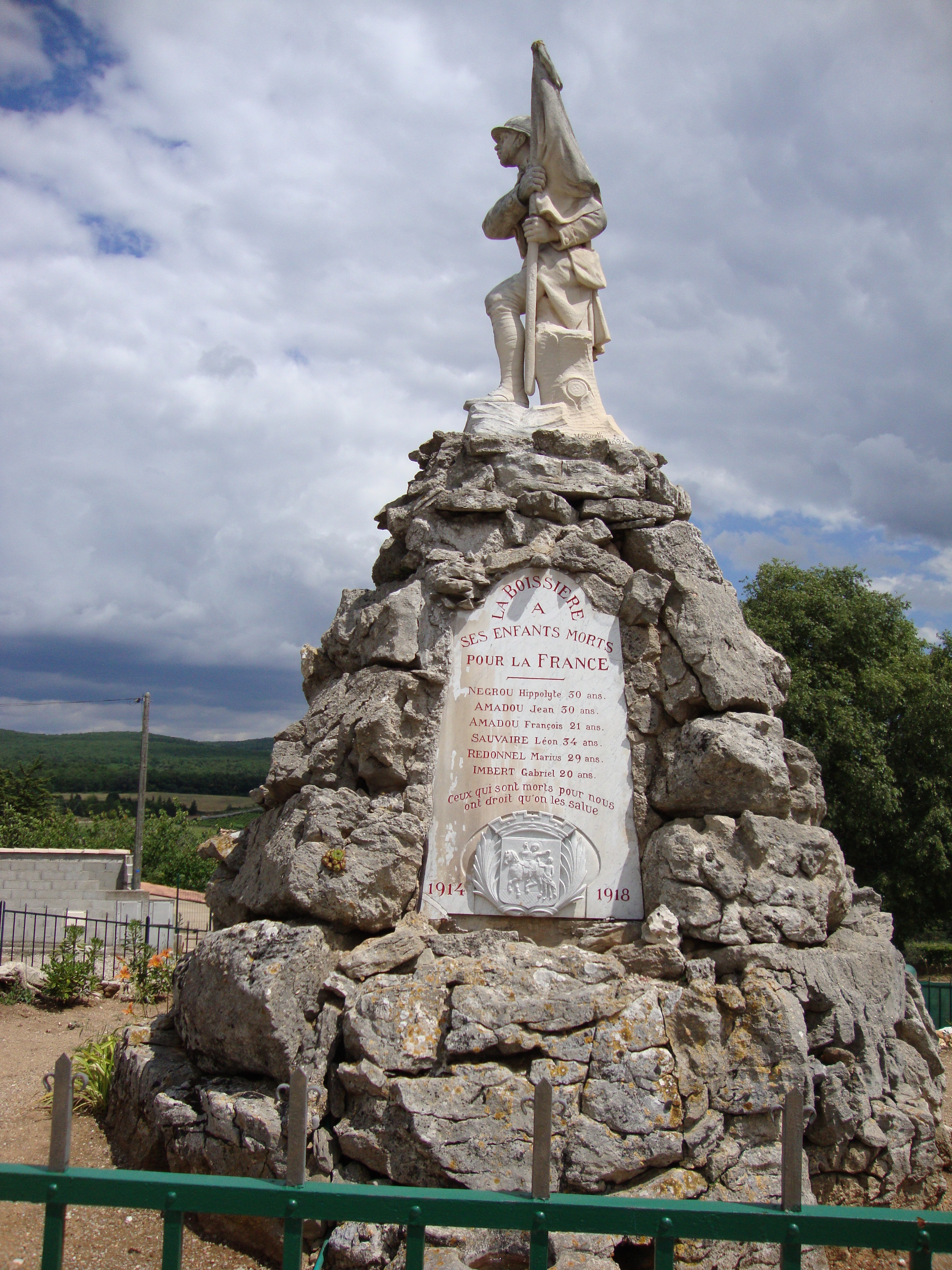
Le monument aux morts.

De 1894 à 1949, la plaine depuis le sud-est jusqu'au nord-ouest et le village voit passer les trains voyageurs des Compagnie des chemins de fer d’intérêt local du département de l’Hérault sur la ligne de Montpellier à Rabieux.

## Politique et administration

### Tendances politiques et résultats
| Scrutin             | Scrutin             | 1er tour | 1er tour    | 1er tour | 1er tour | 1er tour  | 1er tour | 1er tour | 1er tour   | 1er tour | 1er tour | 1er tour   | 1er tour | 2d tour | 2d tour | 2d tour | 2d tour | 2d tour | 2d tour |
| Scrutin             | Scrutin             | 1er      | 1er         | %        | 2e       | 2e        | %        | 3e       | 3e         | %        | 4e       | 4e         | %        | 1er     | 1er     | %       | 2e      | 2e      | %       |
| ------------------- | ------------------- | -------- | ----------- | -------- | -------- | --------- | -------- | -------- | ---------- | -------- | -------- | ---------- | -------- | ------- | ------- | ------- | ------- | ------- | ------- |
| Présidentielle 2017 | Présidentielle 2017 |          | LFI         | 29,82    |          | FN        | 21,66    |          | EM         | 18,99    |          | LR         | 15,88    |         | EM      | 61,54   |         | FN      | 38,46   |
| Présidentielle 2022 | Présidentielle 2022 |          | LFI         | 27,11    |          | RN        | 23,47    |          | LREM       | 18,80    |          | REC        | 9,77     |         | LREM    | 50,09   |         | RN      | 49,91   |
| Législatives 2022   | 4e                  |          | LFI (NUPES) | 35,78    |          | RN        | 22,48    |          | LREM (ENS) | 14,91    |          | PS (diss.) | 8,94     |         | LFI     | 57,61   |         | RN      | 42,39   |
| Législatives 2024   | 4e                  |          | RN          | 38,23    |          | LFI (NFP) | 37,12    |          | HOR (ENS)  | 20,38    |          | REC        | 3,63     |         | LFI     | 52,90   |         | RN      | 47,10   |

### Liste des maires
| Période      | Période   | Identité         | Étiquette | Qualité       |
| ------------ | --------- | ---------------- | --------- | ------------- |
| 1947         | 1965      | Alfred Bougette  |           |               |
| 1965         | 1983      | Jean Olivet      |           |               |
| 1983         | mars 2001 | Fernand Dalles   |           |               |
| mars 2001    | 2010      | Hélène Barral    | DVG       |               |
| février 2011 | En cours  | Jean-Claude Cros | SE        | Fonctionnaire |

## Démographie
L'évolution du nombre d'habitants est connue à travers les recensements de la population effectués dans la commune depuis 1793. Pour les communes de moins de 10 000 habitants, une enquête de recensement portant sur toute la population est réalisée tous les cinq ans, les populations de référence des années intermédiaires étant quant à elles estimées par interpolation ou extrapolation. Pour la commune, le premier recensement exhaustif entrant dans le cadre du nouveau dispositif a été réalisé en 2008.

En 2022, la commune comptait 1 054 habitants, en évolution de +3,23 % par rapport à 2016 (Hérault : +7,49 %, France hors Mayotte : +2,11 %).
| 1793 | 1800 | 1806 | 1821 | 1831 | 1836 | 1841 | 1846 | 1851 |
| ---- | ---- | ---- | ---- | ---- | ---- | ---- | ---- | ---- |
| 308  | 309  | 318  | 322  | 304  | 311  | 292  | 301  | 278  |

| 1856 | 1861 | 1866 | 1872 | 1876 | 1881 | 1886 | 1891 | 1896 |
| ---- | ---- | ---- | ---- | ---- | ---- | ---- | ---- | ---- |
| 277  | 321  | 308  | 289  | 291  | 253  | 258  | 250  | 280  |

| 1901 | 1906 | 1911 | 1921 | 1926 | 1931 | 1936 | 1946 | 1954 |
| ---- | ---- | ---- | ---- | ---- | ---- | ---- | ---- | ---- |
| 294  | 306  | 310  | 349  | 363  | 348  | 312  | 274  | 243  |

| 1962 | 1968 | 1975 | 1982 | 1990 | 1999 | 2006 | 2008 | 2013 |
| ---- | ---- | ---- | ---- | ---- | ---- | ---- | ---- | ---- |
| 215  | 221  | 253  | 404  | 594  | 718  | 845  | 882  | 964  |

| 2018  | 2022  | - | - | - | - | - | - | - |
| ----- | ----- | - | - | - | - | - | - | - |
| 1 021 | 1 054 | - | - | - | - | - | - | - |

## Économie

### Revenus
En 2018, la commune compte 414 ménages fiscaux, regroupant 1 014 personnes. La médiane du revenu disponible par unité de consommation est de 24 440 € (20 330 € dans le département).

### Emploi
|                | 2008   | 2013   | 2018  |
| -------------- | ------ | ------ | ----- |
| Commune        | 6,5 %  | 8,2 %  | 8,5 % |
| Département    | 10,1 % | 11,9 % | 12 %  |
| France entière | 8,3 %  | 10 %   | 10 %  |

En 2018, la population âgée de 15 à 64 ans s'élève à 655 personnes, parmi lesquelles on compte 77,4 % d'actifs (68,9 % ayant un emploi et 8,5 % de chômeurs) et 22,6 % d'inactifs,. Depuis 2008, le taux de chômage communal (au sens du recensement) des 15-64 ans est inférieur à celui de la France et du département.
La commune fait partie de la couronne de l'aire d'attraction de Montpellier, du fait qu'au moins 15 % des actifs travaillent dans le pôle,. Elle compte 155 emplois en 2018, contre 129 en 2013 et 105 en 2008. Le nombre d'actifs ayant un emploi résidant dans la commune est de 453, soit un indicateur de concentration d'emploi de 34,2 % et un taux d'activité parmi les 15 ans ou plus de 60,9 %.
Sur ces 453 actifs de 15 ans ou plus ayant un emploi, 83 travaillent dans la commune, soit 18 % des habitants. Pour se rendre au travail, 86,5 % des habitants utilisent un véhicule personnel ou de fonction à quatre roues, 2,2 % les transports en commun, 3 % s'y rendent en deux-roues, à vélo ou à pied et 8,2 % n'ont pas besoin de transport (travail au domicile).

### Activités hors agriculture

#### Secteurs d'activités
99 établissements sont implantés  à la Boissière au 31 décembre 2019. Le tableau ci-dessous en détaille le nombre par secteur d'activité et compare les ratios avec ceux du département,.
| Secteur d'activité                                                                                        | Commune | Commune | Département |
| Secteur d'activité                                                                                        | Nombre  | %       | %           |
| --- | ------- | ------- | ----------- |
| Ensemble                                                                                                  | 99      | 100 %   | (100 %)     |
| Industrie manufacturière, industries extractives et autres                                                | 3       | 3 %     | (6,7 %)     |
| Construction                                                                                              | 13      | 13,1 %  | (14,1 %)    |
| Commerce de gros et de détail, transports, hébergement et restauration                                    | 19      | 19,2 %  | (28 %)      |
| Information et communication                                                                              | 2       | 2 %     | (3,3 %)     |
| Activités financières et d'assurance                                                                      | 2       | 2 %     | (3,2 %)     |
| Activités immobilières                                                                                    | 8       | 8,1 %   | (5,3 %)     |
| Activités spécialisées, scientifiques et techniques et activités de services administratifs et de soutien | 30      | 30,3 %  | (17,1 %)    |
| Administration publique, enseignement, santé humaine et action sociale                                    | 13      | 13,1 %  | (14,2 %)    |
| Autres activités de services                                                                              | 9       | 9,1 %   | (8,1 %)     |

Le secteur des activités spécialisées, scientifiques et techniques et des activités de services administratifs et de soutien est prépondérant sur la commune puisqu'il représente 30,3 % du nombre total d'établissements de la commune (30 sur les 99 entreprises implantées à La Boissière), contre 17,1 % au niveau départemental.

#### Entreprises et commerces
Les quatre entreprises ayant leur siège social sur le territoire communal qui génèrent le plus de chiffre d'affaires en 2020 sont : 
- Cap Energie, commerce de gros (commerce interentreprises) de fournitures et équipements divers pour le commerce et les services (3 439 k€)
- Festivisuel, production de films institutionnels et publicitaires (302 k€)
- SAS Coopacoop, activités spécialisées, scientifiques et techniques diverses (61 k€)
- SARL Polinox-Polissage Et Soudure Inox, mécanique industrielle (39 k€)

### Agriculture
La commune est dans le « Soubergues », une petite région agricole occupant le nord-est du département de l'Hérault. En 2020, l'orientation technico-économique de l'agriculture  sur la commune est la polyculture et/ou le polyélevage.
|               | 1988 | 2000 | 2010 | 2020 |
| ------------- | ---- | ---- | ---- | ---- |
| Exploitations | 33   | 21   | 24   | 18   |
| SAU (ha)      | 291  | 171  | 217  | 168  |

Le nombre d'exploitations agricoles en activité et ayant leur siège dans la commune est passé de 33 lors du recensement agricole de 1988  à 21 en 2000 puis à 24 en 2010 et enfin à 18 en 2020, soit une baisse de 45 % en 32 ans. Le même mouvement est observé à l'échelle du département qui a perdu pendant cette période 67 % de ses exploitations,. La surface agricole utilisée sur la commune a également diminué, passant de 291 ha en 1988 à 168 ha en 2020. Parallèlement la surface agricole utilisée moyenne reste stable à 9 ha.

## Culture locale et patrimoine

### Lieux et monuments

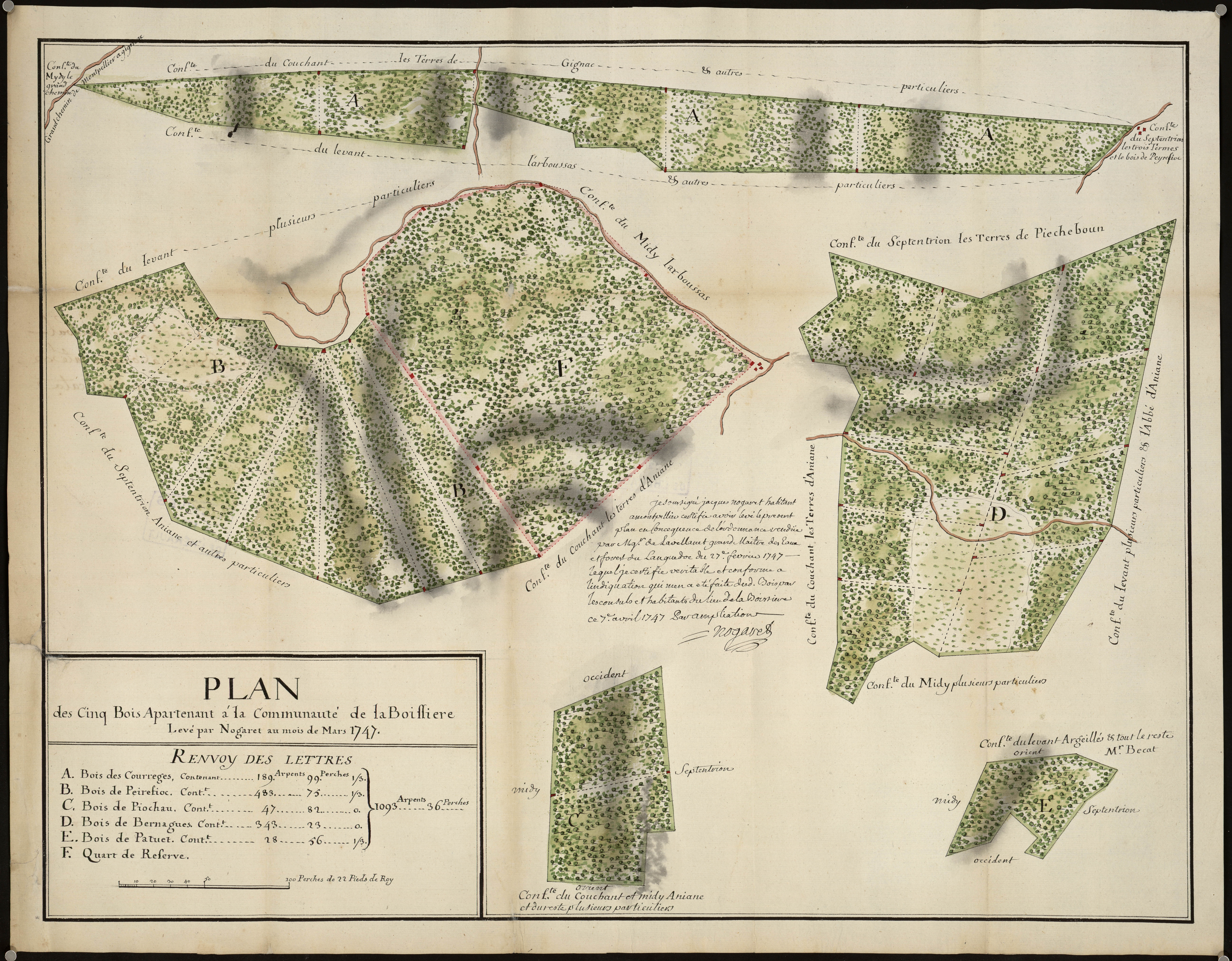
Plan des cinq bois (1747).

La commune est traversée par le sentier de grande randonnée no 653, dit du chemin d'Arles, depuis la route de Montarnaud à l'est aux chemins laissés par la ligne de chemin de fer d'intérêt local entre le village et Aniane à l'ouest.
- Église Saint-Martin de La Boissière. L'édifice est référencé dans la base Mérimée et à l'Inventaire général Région Occitanie[39]. De nombreux objets sont référencés dans la base Palissy (voir les notices liées)[39].
- Chapelle Saint-Louis-de-Gonzague de La Boissière.

### Personnalités liées à la commune
- Georges Pézières (1885-1941), homme politique.